# LIVE福島 風とロックSUPER野馬追
LIVE福島 風とロックSUPER野馬追は、2011年9月14日（水）から19日（月・祝）までの6日間、福島県内の6会場で開催された野外ロック・フェスティバルである。

## 概要
福島県郡山市出身のクリエイティブディレクター箭内道彦を実行委員長として、“NOTHING BEATS FUKUSHIMA, DOES IT？”（福島はどんなことがあってもくじけないぜ）を主題とした。
東日本大震災による津波、東京電力福島第一原発事故、そこから派生する風評被害とさまざまな困難に直面する“福島”を音楽の力で元気にするため、“FUKUSHIMA”としてその名を知られることになった福島の現在をそのまま世界に発信するべく、奥会津・会津若松・猪苗代・郡山・相馬・いわきと、広大な福島県を西から東へ1日ずつ会場を変えながら開催された。

## 出演者
- 2011年9月14日・奥会津/季の郷 湯ら里  梁取太々神楽（梁取芸能保存会）／高橋優 ／ 怒髪天 ／ 熊木杏里／キヨサク（from MONGOL800／THE NO PROBREM’s）／ままどおるズ（箭内道彦×山口隆）
- 2011年9月15日・会津若松/鶴ヶ城公園  白虎隊踊り（会津キャンペーンクルー）／レキシ／OVERGROUND ACOUSTIC UNDERGROUND×高橋優／怒髪天×→Pia-no-jaC←×箭内道彦／斉藤和義／サンボマスター
- 2011年9月16日・猪苗代/志田浜  会津磐梯山（猪苗代おはやし会）／サンボマスター／BRAHMAN／高橋優／怒髪天／猪苗代湖ズ／平井理央
- 2011年9月17日・郡山/磐梯熱海スケート場  安積国造神社神輿（宮本青年会）／RIP SLYME／怒髪天／EGO-WRAPPIN' AND THE GOSSIP OF JAXX／高橋優／内田裕也／THE BACK HORN／TOKYO No.1 SOUL SET／UNICORN／サンボマスター／BEGIN／長澤まさみ／西田敏行 with 高橋優BAND／福山雅治／猪苗代湖ズ
- 2011年9月18日・相馬/相馬光陽ソフトボール場わいわいひろば  相馬野馬追（宇多郷騎馬会）／渡辺俊美とナンバーザ／Number the. ／音速ライン／亀田誠治と植村花菜／猪苗代湖ズ／高橋優／怒髪天
- 2011年9月19日・いわき/日産自動車いわき工場  じゃんがら念仏踊り（平窪伝統芸能クラブ）／フラガール（スパリゾートハワイアンズ）／怒髪天／音速ライン／Number the.／だっぺズ（福島）と宮藤官九郎（宮城）とあんべ光俊（岩手）と高橋優（秋田）とナンバーザ／あんべ光俊／高橋優／サンボマスター／猪苗代湖ズ